# 미타니 히로시
미타니 히로시(일본어: 三谷博 1950년 1월 1일~)는 일본의 역사학자로서 전직 도쿄대학 교수였다. 일본근대사를 전공하고 있다.

## 약력
- 히로시마 현 출생 히로시마대학 부속 후쿠야마 고등학교 졸업
- 1972년　도쿄대학 문학부 졸업(제 2류 국사학 전공)
- 1975년　도쿄대학 대학원 인문과학 연구과 국사학전문과정 석사과정수료
- 1978년　도쿄대학 대학원 인문과학연구과 국사학전문과정 박사과정 학점취득후 퇴학
- 1978년　도쿄대학 문학부 조교
- 1979년　가쿠슈인 여자단기대학 전임강사
- 1982년　가쿠슈인 여자단기대학 조교수
- 1988년　도쿄대학 교양학부 조교수
- 1995년　도쿄대학 교양학부 교수
- 1996년　도쿄대학 대학원 총합문화연구과 지역문화연구전공 교수
- 2015년　정년 퇴임, 도쿄대학 명예교수